# Rockville (Connecticut)
Rockville é uma Região censo-designada localizada no estado americano de Connecticut, no Condado de Tolland.

## Demografia
Segundo o censo americano de 2000, a sua população era de 7708 habitantes.

## Geografia
De acordo com o United States Census Bureau tem uma área de
4,6 km², dos quais 4,5 km² cobertos por terra e 0,1 km² cobertos por água. Rockville localiza-se a aproximadamente 237 m acima do nível do mar.

## Localidades na vizinhança
O diagrama seguinte representa as localidades num raio de 16 km ao redor de Rockville.